# Карпеко, Алексей Андреевич
Алексей Андреевич Карпеко (род. 26 января 1989, Озёрный, СССР) — российский профессиональный баскетболист, мастер спорта, играющий на позиции тяжёлого форварда. Обладатель Кубка России 2011, чемпион лиги EYBL, вице-чемпион ПБЛ 2010 и 2011.